# Юнацька збірна Островів Кука з футболу (U-17)
Юнацька збірна Островів Кука з футболу (U-17) — національна футбольна збірна Островів Кука, що складається із гравців віком до 17 років. Керівництво командою здійснює Футбольна асоціація Островів Кука.
Головним континентальним турніром для команди є Юнацький чемпіонат ОФК, який з 2018 року розігрується серед команд з віковим обмеженням до 16 років і успішний виступ на якому дозволяє отримати путівку на Чемпіонат світу (U-17). Також може брати участь у товариських і регіональних змаганнях.

## Виступи на міжнародних турнірах

### Чемпіонат світу (U-17)
| Статистика чемпіонатів світу (U-17) | Статистика чемпіонатів світу (U-17) | Статистика чемпіонатів світу (U-17) | Статистика чемпіонатів світу (U-17) | Статистика чемпіонатів світу (U-17) | Статистика чемпіонатів світу (U-17) | Статистика чемпіонатів світу (U-17) | Статистика чемпіонатів світу (U-17) | Статистика чемпіонатів світу (U-17) | Статистика чемпіонатів світу (U-17) |                    |
| Рік                                 | Раунд                               | І                                   | В                                   | Н                                   | П                                   | Г+                                  | Г-                                  | РГ                                  | О                                   |                    |
| ----------------------------------- | ----------------------------------- | ----------------------------------- | ----------------------------------- | ----------------------------------- | ----------------------------------- | ----------------------------------- | ----------------------------------- | ----------------------------------- | ----------------------------------- | ------------------ |
| 1997 до 1999                        | не кваліфікувалася                  | не кваліфікувалася                  | не кваліфікувалася                  | не кваліфікувалася                  | не кваліфікувалася                  | не кваліфікувалася                  | не кваліфікувалася                  | не кваліфікувалася                  | не кваліфікувалася                  | не кваліфікувалася |
| 2001                                | знялася                             | знялася                             | знялася                             | знялася                             | знялася                             | знялася                             | знялася                             | знялася                             | знялася                             | знялася            |
| 2003 до 2005                        | не кваліфікувалася                  | не кваліфікувалася                  | не кваліфікувалася                  | не кваліфікувалася                  | не кваліфікувалася                  | не кваліфікувалася                  | не кваліфікувалася                  | не кваліфікувалася                  | не кваліфікувалася                  | не кваліфікувалася |
| 2007 до 2009                        | не брала участь                     | не брала участь                     | не брала участь                     | не брала участь                     | не брала участь                     | не брала участь                     | не брала участь                     | не брала участь                     | не брала участь                     | не брала участь    |
| 2011 до 2019                        | не кваліфікувалася                  | не кваліфікувалася                  | не кваліфікувалася                  | не кваліфікувалася                  | не кваліфікувалася                  | не кваліфікувалася                  | не кваліфікувалася                  | не кваліфікувалася                  | не кваліфікувалася                  | не кваліфікувалася |
| 2021                                | не визначено                        | не визначено                        | не визначено                        | не визначено                        | не визначено                        | не визначено                        | не визначено                        | не визначено                        | не визначено                        | не визначено       |
| Усього                              | -                                   | 0                                   | 0                                   | 0                                   | 0                                   | 0                                   | 0                                   | 0                                   | 0                                   |                    |

### Юнацький чемпіонат ОФК
| Юнацький чемпіонат ОФК | Юнацький чемпіонат ОФК | Юнацький чемпіонат ОФК | Юнацький чемпіонат ОФК | Юнацький чемпіонат ОФК | Юнацький чемпіонат ОФК | Юнацький чемпіонат ОФК | Юнацький чемпіонат ОФК | Юнацький чемпіонат ОФК | Юнацький чемпіонат ОФК |
| Рік                    | Раунд                  | І                      | В                      | Н                      | П                      | Г+                     | Г-                     | РГ                     | О                      |
| ---------------------- | ---------------------- | ---------------------- | ---------------------- | ---------------------- | ---------------------- | ---------------------- | ---------------------- | ---------------------- | ---------------------- |
| 1997                   | груповий етап          | 3                      | 0                      | 0                      | 3                      | 0                      | 26                     | −26                    | 0                      |
| 1999                   | груповий етап          | 5                      | 0                      | 1                      | 4                      | 2                      | 31                     | −29                    | 0                      |
| & 2001                 | знялася                | -                      | -                      | -                      | -                      | -                      | -                      | -                      | -                      |
| & 2003                 | груповий етап          | 4                      | 1                      | 1                      | 2                      | 2                      | 8                      | −6                     | 4                      |
| 2005                   | груповий етап          | 4                      | 0                      | 0                      | 4                      | 0                      | 19                     | −19                    | 0                      |
| 2007                   | не брала участь        | -                      | -                      | -                      | -                      | -                      | -                      | -                      | -                      |
| 2009                   | не брала участь        | -                      | -                      | -                      | -                      | -                      | -                      | -                      | -                      |
| 2011                   | груповий етап          | 4                      | 1                      | 0                      | 3                      | 8                      | 15                     | −7                     | 3                      |
| & 2013                 | 6-те місце             | 8                      | 2                      | 0                      | 6                      | 10                     | 28                     | −18                    | 6                      |
| & 2015                 | груповий етап          | 5                      | 0                      | 0                      | 5                      | 2                      | 27                     | −25                    | 0                      |
| & 2017                 | попередній раунд       | 3                      | 2                      | 0                      | 1                      | 6                      | 5                      | +1                     | 6                      |
| & 2018                 | попередній раунд       | 3                      | 0                      | 1                      | 2                      | 1                      | 6                      | −5                     | 1                      |
| Усього                 | 6-те місце             | 39                     | 6                      | 3                      | 30                     | 31                     | 165                    | -134                   | 21                     |